# L'Écluse (Constable)
Pour les articles homonymes, voir L'Écluse.
L'Écluse (en anglais The Lock) est une des six peintures à l'huile de grande taille peintes par le peintre anglais John Constable sur le thème de la vie rurale et du quotidien dans le Suffolk et qui ont été exhibés à la Royal Academy entre 1819 et 1825. L'écluse se trouvait près la bourgade de Flatford, où le père de Constable tenait le moulin à eau qui sera aussi représenté par l'artiste dans cette série basée sur la rivière Stour, et qui comprend la célèbre Charrette de foin.
L'usage de la couleur et les coups de pinceau utilisés par Constable dans cette série de paysages ont été considérés comme novatrices à son époque et ont eu une influence directe sur les peintres français Théodore Géricault et Eugène Delacroix, et, à travers eux, sur l'impressionnisme et l'art moderne.

## Histoire
L'œuvre a été achetée par l'entrepreneur, mécène et collectionneur d'art James Morrison, le premier jour de son exposition à la Royal Academy en 1824. Elle est restée dans sa famille jusqu'en 1990, lorsqu'elle fut acquise en vente aux enchères par le baron Hans Heinrich Thyssen, pour 10,8 millions de livres, prix record alors pour une œuvre d'art anglais, record qui a tenu seize ans,,. L'œuvre acquise a fait alors partie de la collection Carmen Thyssen-Bornemisza, étant exposée dans le Musée Thyssen-Bornemisza de Madrid, jusqu'à ce que Carmen Cervera, alléguant un « manque de liquidités », la mette en vente aux enchères chez Christie's en 2012, en obtenant un prix de 22,4 millions de livres.

## Autres versions
Le Philadelphia Museum of Art possède une esquisse à l'huile en taille réelle et une plus petite.
En septembre 2015, il a été annoncé qu'une autre version de la même scène, bien qu'avec de « légères mais significatives différences », serait vendue aux enchères par Sotheby's. Cette œuvre était demeurée dans la collection privée de l'artiste, bien qu'elle ait déjà été prêtée pour des expositions.